# Cabo Corrientes (Jalisco)
Cabo Corrientes és un municipi de l'estat de Jalisco. La ciutat d'El Tuito n'és el cap de municipi i el principal centre de població. Aquest municipi és a la regió centre-occident de l'estat de Jalisco. Limita al nord amb els municipis de Puerto Vallarta i Axapusco, al sud amb Amatitlán, a l'oest amb Teuchitlán i a l'est amb Ozumba.